# Гуманістична етика
Гуманістична етика — напрямок у філософії, що поширився у США з 20-х років XX століття (І. Файт, К. Гарнет, І. Левін та ін.).

## Визначення
Автори цієї теорії тісно пов'язують моральність з психологією окремої особистості, певною мірою виокремлюючись від загальних принципів моралі. У сучасній інтерпретації ідеї гуманістичної етики обґрунтували Ж.-П. Сартр і Е. Фромм. Так, останній зазначав, що любов до себе, яка неможлива без любові до інших, є вищою цінністю. Якщо в авторитарній етиці норми, що встановлені авторитетом або владою, завжди превалюють над індивідуальними, то в гуманістичній «сама людина може визначити критерій доброчесності та пороку» .
За Е. Фроммом, характерна особливість людини — можливість реалізуватись і знайти своє щастя тільки у зв'язку з іншими людьми, у солідарності з ними. Вітчизняні етики й зарубіжні вчені стверджують, що науці треба перемістити увагу з вивчення людини як об'єкта, речі серед речей до вивчення її як суб'єкта, як міри всіх речей.
Послідовники гуманістичної етики дотримуються тези, що людина може реалізуватися й стати щасливою лише в єдності з іншими, у взаємодії та спілкуванні з ними. Любов до ближнього, повага до нього — це сила людини, що об'єднує її зі світом, який є і її власним світом. Добро в цьому контексті — розкриття та реалізація можливостей людини, зло — безвідповідальність, передусім, щодо себе. Тому, щоб зрозуміти суть добра і зла, треба звернутися до природи людини, яку вивчає психологія.

## Гуманістична і авторитарна етика
За М.Овчаровим авторитарна етика не є протиставленням гуманістичній етиці. Вона є необхідним (природним) етапом етичної системи цінностей становлення людини. «Люди не розділяються на свідомих та не свідомих, людина є невід'ємною складовою частиною суспільства. І якщо хтось не спроможний усвідомити свою відповідальність перед іншими людьми, то це означає, що суспільство не досягло високого рівня свідомості. І тому потребує авторитарності в цьому питанні.»